# Ahmed al-Shar’a
Ahmed Hussein al-Shar’a, também conhecido por seu cúnia/nome de guerra Abu Mohammad al-Julani (Riade, 29 de outubro de 1982) é um político sírio que atualmente serve como o  Presidente da Síria desde janeiro de 2025. Anteriormente, ele serviu como o segundo emir do Tahrir al-Sham de 2017 a 2025. Nascido na Arábia Saudita, filho de exilados sírios, sua família retornou à Síria no final da década de 1980. Antes de cortar laços com a Al-Qaeda em 2016, Julani serviu como emir da extinta Frente Al-Nusra, o antigo braço sírio da Al-Qaeda.
Abu Mohammad al-Golani aderiu à Al-Qaida no Iraque em 2003–2004. Em 2006, juntou-se ao Estado Islâmico no Iraque (EIIL). Pouco depois de ter sido libertado, foi enviado para a Síria pelo comandante do EIIL, Abu Bakr Al-Baghdadi, para criar a Frente Al-Nusra e lutar contra o governo sírio. A rivalidade crescente entre Abu Bakr Al-Baghdadi e o seu emissário na Síria, Al-Joulani, levou Baghdadi a anunciar a dissolução da Frente Al-Nosra em abril de 2013. Joulani recusou-se a obedecer e jurou fidelidade à Al-Qaeda e ao seu líder, Ayman Al-Zawahiri. Este episódio marcou o início da guerra entre o EIIL e a Al-Qaeda, que se estendeu a todas as áreas de atividade dos dois grupos. Desde que rompeu com a Al-Qaeda, al-Shar’a buscou legitimidade internacional concentrando-se na governança na Síria em vez de objetivos jihadistas globais. Seu grupo estabeleceu uma administração em seu território controlado, coletando impostos, fornecendo serviços públicos e emitindo carteiras de identidade para os residentes, embora tenha enfrentado críticas por táticas autoritárias e repressão à dissidência. O Departamento de Estado dos EUA listou al-Shar’a como um "Terrorista Global Especialmente Designado" em maio de 2013, e quatro anos depois anunciou uma recompensa de US$ 10 milhões por informações que levassem à sua captura.
O nisba "Al-Julani" em seu nome de guerra é uma referência às Colinas de Golã da Síria, em sua maioria ocupadas e anexadas por Israel durante a Guerra dos Seis Dias em 1967. al-Shar’a divulgou uma declaração em áudio em 28 de setembro de 2014, na qual afirmou que lutaria contra os "Estados Unidos e seus aliados" e instou seus combatentes a não aceitarem ajuda do Ocidente em sua batalha contra o Estado Islâmico. Nos anos mais recentes, ele apresentou uma visão mais moderada de si mesmo, sugerindo que não tem vontade de travar uma guerra contra as nações ocidentais e prometeu proteger as minorias.
Como líder do Tahrir al-Sham, al-Shar’a desempenhou um papel fundamental nas ofensivas da oposição síria em 2024 e na consequente derrubada do regime de Assad. Abu Mohammad al-Julani governou a Síria como líder de facto de 8 de dezembro de 2024 até 29 de janeiro de 2025, quando foi nomeado oficialmente pela oposição síria como presidente interino do governo de transição.

## Início da vida

### Antecedentes familiares

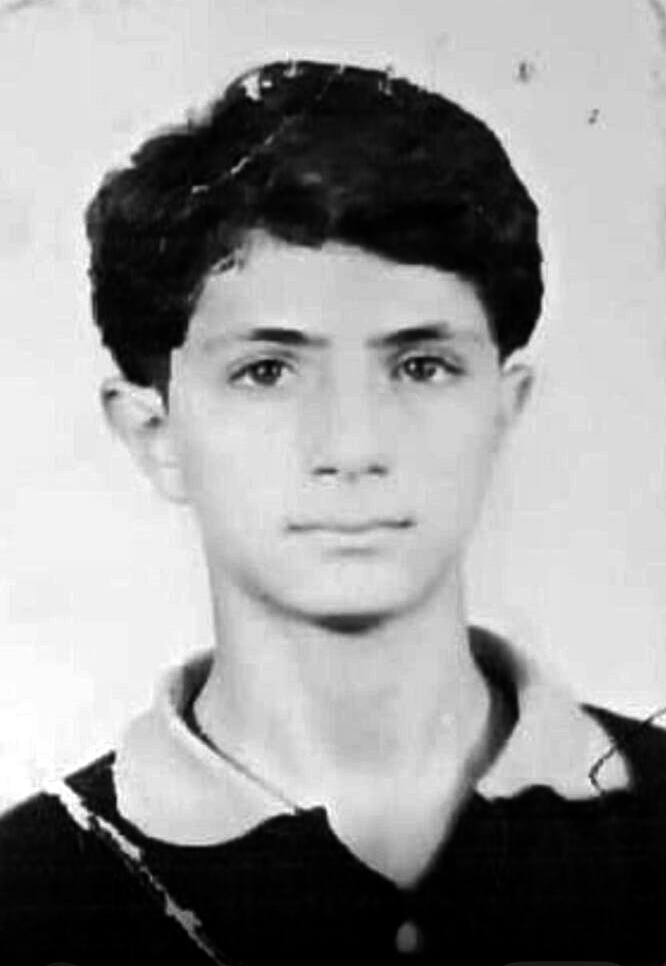
al-Shara em 1996

A família de Ahmed Hussein veio das Colinas de Golã, na Síria. A família foi deslocada em 1967 após a ocupação israelense dos territórios de Golã durante a Guerra dos Seis Dias. O pai de al-Shar’a, Hussein al-Shar'a, era um ativista estudantil nacionalista árabe dos nasseristas na Síria. Ele foi preso por neobaathistas sírios durante os expurgos anti-nasseristas iniciados após os golpes de estado de 1961 e 1963, que dissolveram a República Árabe Unida e impulsionaram o Partido Baath Árabe Socialista ao poder.
O pai de al-Shar’a mais tarde escapou da prisão para concluir seus estudos superiores no Iraque em 1971. Durante esse período, viajou para a Jordânia para cooperar com os Fedayeen palestinos da Organização para a Libertação da Palestina. Após retornar à Síria na década de 1970, agora governada pela ditadura personalista de Hafez al-Assad, o pai de al-Shar’a foi novamente preso. Mais tarde, ele foi libertado e encontrou asilo na Arábia Saudita. De origem camponesa e formado em economia pela Universidade de Bagdá, Hussein trabalhou na indústria petrolífera saudita e publicou vários livros em árabe sobre o desenvolvimento econômico regional, com foco especial nos recursos naturais e sua potencial contribuição para a educação, agricultura e avanço militar.

### Juventude na Síria
al-Shar’a nasceu em 1982 em Riad, Arábia Saudita, filho de seu pai Hussein, que trabalhava como engenheiro de petróleo, e de sua mãe, professora de geografia. A família retornou à Síria em 1989, estabelecendo-se no rico bairro de Mezzeh, em Damasco.
De acordo com Hussam Jazmati, que produziu sua biografia mais definitiva, os colegas de classe se lembram de al-Shar’a como um garoto estudioso, mas comum, que usava óculos grossos e evitava atenção. Durante sua juventude, ele foi descrito como "manipuladoramente inteligente", mas "socialmente introvertido", e ficou conhecido por um romance com uma garota alauita que ambas as famílias rejeitaram. Ele permaneceu em Damasco, estudando Estudos de Mídia, até se mudar para o Iraque em 2003.

## Carreira de militância

### Guerra do Iraque

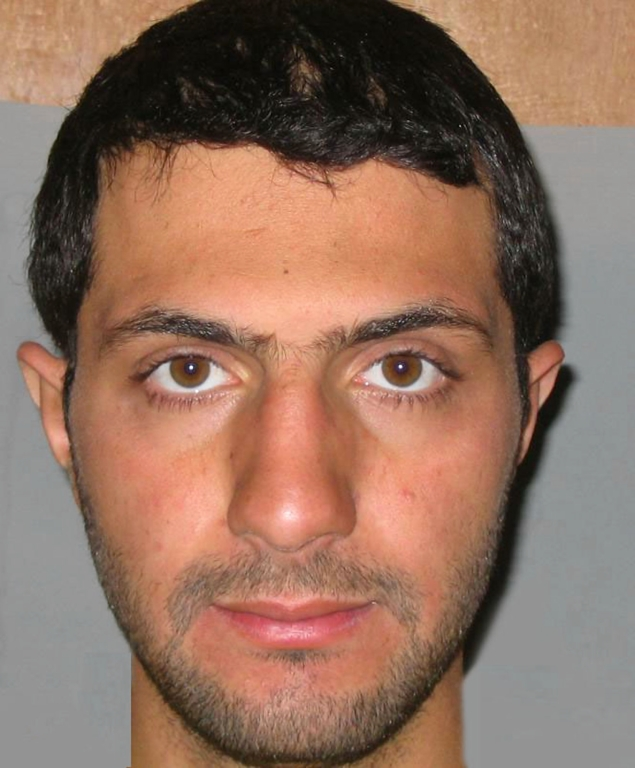
Foto do militante sírio Abu Mohammad al-Jolani após sua captura em 2006 pelas forças dos EUA no Iraque

De acordo com uma entrevista com a Frontline em 2021, al-Shar’a declarou que foi radicalizado pela Segunda Intifada Palestina em 2000, quando tinha 17 ou 18 anos. "Comecei a pensar em como poderia cumprir meus deveres, defendendo um povo oprimido por ocupantes e invasores", disse ele.
Agradecido pelos ataques de 11 de setembro, al-Shar’a viajou de Damasco para Bagdá de ônibus poucas semanas antes da invasão do Iraque em 2003, onde rapidamente subiu na hierarquia da Al-Qaeda no Iraque (AQI). O jornal Times of Israel afirmou que al-Shar’a era um associado próximo do líder da AQI, Abu Musab al-Zarqawi.
No entanto, em sua entrevista de 2021 com a Frontline, al-Shar’a negou ter conhecido al-Zarqawi e afirmou que ele serviu apenas como um soldado regular de infantaria sob a Al-Qaeda no Iraque contra a ocupação americana. Antes da erupção da guerra civil iraquiana em 2006, al-Shar’a foi preso por forças americanas e encarcerado por mais de cinco anos em várias instalações, incluindo Abu Ghraib, Camp Bucca, Camp Cropper e a prisão de al-Tajji.

### Guerra Civil Síria

#### Revolta síria e fundação da al-Nusra
Após sua libertação da prisão coincidindo com a revolução síria em 2011, al-Shar’a cruzou para a Síria com financiamento significativo e um mandato para expandir a presença da al-Qaeda. Apesar das tensões com a liderança da al-Qaeda no Iraque, que estava contente com sua saída, al-Shar’a procedeu a orquestrar um acordo com Abu Bakr al-Baghdadi para estabelecer o braço sírio da al-Qaeda, Jabhat al-Nusra. O grupo manteve uma aliança com o Estado Islâmico do Iraque até 2013, com um acordo entre al-Shar’a e al-Baghdadi para resolver disputas por meio da mediação do emir da al-Qaeda, Ayman al-Zawahiri. Com o tempo, al-Shar’a começou a se distanciar da ideologia jihadista transnacional, enquadrando cada vez mais sua facção no contexto de uma luta nacionalista síria.
O Estado Islâmico do Iraque inicialmente forneceu a al-Shar’a combatentes, armas e financiamento para estabelecer a afiliada da al-Qaeda na Síria. Al-Shar’a implementou esses planos junto com os líderes insurgentes do Estado Islâmico do Iraque após sua libertação da prisão.
Al-Shar’a se tornou o "emir geral" da al-Nusra quando foi oficialmente anunciado em janeiro de 2012. Em dezembro daquele ano, o Departamento de Estado dos EUA designou a Jabhat al-Nusra como uma organização terrorista, identificando-a como um pseudônimo da Al-Qaeda no Iraque (também conhecida como Estado Islâmico do Iraque). Sob a liderança de al-Shar’a, a Al-Nusra emergiu como um dos grupos mais poderosos da Síria.

#### Conflito com o ISIL
Al-Shar’a ganhou destaque em abril de 2013 quando rejeitou a tentativa de al-Baghdadi de fundir a Al-Nusra no ISI sob o novo nome Estado Islâmico do Iraque e do Levante (ISIL). A fusão proposta teria eliminado a autonomia da Al-Nusra ao colocar todos os seus líderes, decisões e operações sob o controle direto de Abu Bakr al-Baghdadi. Para preservar a independência da Al-Nusra, al-Shar’a jurou lealdade diretamente ao líder da Al-Qaeda, Ayman al-Zawahiri, que apoiou a tentativa de independência de al-Shar’a.
Embora a Al-Nusra tenha sido anteriormente conectada à Al-Qaeda por meio de sua lealdade ao Estado Islâmico do Iraque, essa nova promessa contornou o ISI completamente, tornando a Al-Nusra o braço sírio oficial da Al-Qaeda. Apesar de seu próprio juramento de lealdade a Ayman al-Zawahiri, al-Baghdadi rejeitou essa decisão e prosseguiu com a fusão, levando a confrontos armados entre a Frente al-Nusra e o ISIL pelo território sírio.

#### Ressurgimento da al-Nusra
No final de maio de 2015, durante a guerra civil síria, al-Shar’a foi entrevistado por Ahmed Mansour na emissora de notícias do Catar Al Jazeera, escondendo o rosto. Ele descreveu a conferência de paz de Genebra como uma farsa e afirmou que a Coalizão Nacional Síria apoiada pelo Ocidente não representava o povo sírio e não tinha presença terrestre na Síria. Al-Shar’a mencionou que a al-Nusra não tem planos de atacar alvos ocidentais e que sua prioridade é lutar contra o governo sírio de al-Assad, o Hezbollah e o Estado Islâmico do Iraque e do Levante. Al-Shar’a é creditado por dizer que a "Frente Nusra não tem nenhum plano ou diretiva para atingir o Ocidente. Recebemos ordens claras de Ayman al-Zawahiri para não usar a Síria como plataforma de lançamento para atacar os EUA ou a Europa, a fim de não sabotar a verdadeira missão contra o regime. Talvez a Al-Qaeda faça isso, mas não aqui na Síria. As forças de Assad estão lutando contra nós em uma ponta, o Hezbollah em outra e o ISIL em uma terceira frente. É tudo sobre seus interesses mútuos".
Quando questionado sobre os planos da al-Nusra para uma Síria pós-guerra, al-Shar’a afirmou que após o fim da guerra, todas as facções no país seriam consultadas antes que alguém considerasse "estabelecer um estado islâmico". Ele também mencionou que a al-Nusra não teria como alvo a minoria alauíta do país, apesar de seu apoio ao regime de Assad. "Nossa guerra não é uma questão de vingança contra os alauítas, apesar do fato de que no islamismo eles são considerados hereges". Um comentário sobre esta entrevista, no entanto, afirma que al-Shar’a também acrescentou que os alauitas seriam deixados em paz, desde que abandonassem elementos de sua fé que contradizem o islamismo.
Em outubro de 2015, al-Shar’a pediu ataques indiscriminados a aldeias alauitas na Síria. Ele disse: "Não há escolha a não ser intensificar a batalha e mirar em cidades e aldeias alauitas em Latakia". Al-Shar’a também pediu que civis russos fossem atacados por ex-muçulmanos soviéticos.

#### Jabhat Fath al-Sham
Em 28 de julho de 2016, al-Shar’a anunciou em uma mensagem gravada que a Jabhat al-Nusra seria renomeada para Jabhat Fateh al-Sham (Frente para a Conquista da Síria). Em seu anúncio, al-Shar’a declarou que o grupo renomeado não tinha "nenhuma afiliação a nenhuma entidade externa". Enquanto alguns analistas interpretaram isso como uma ruptura com a Al-Qaeda, al-Shar’a não mencionou explicitamente a organização ou renunciou ao seu juramento de fidelidade a Ayman al-Zawahiri.

#### Formação do Tahrir al-Sham (HTS)
Em 28 de janeiro de 2017, al-Shar’a anunciou a dissolução do Jabhat al-Fath al-Sham e sua fusão em uma organização islâmica síria maior, Hayat Tahrir Al Sham ("Assembleia para a Libertação do Levante" ou HTS). Sob o HTS, o grupo priorizou o combate à Al-Qaeda e ao ISIS em um esforço para melhorar sua posição com as nações ocidentais. O HTS derrotou com sucesso o ISIS, a Al-Qaeda e a maioria das forças opostas em seu território, estabelecendo controle sobre a maior parte da província de Idlib, que administra por meio do Governo de Salvação Sírio alinhado ao HTS.
Em meados de 2020, al-Shar’a aumentou sua presença pública em Idlib para construir apoio popular. A mídia afiliada ao HTS expandiu significativamente sua produção durante este período, lançando vários vídeos diários mostrando atividades de governança, distribuição de impostos em áreas rurais, operações de linha de frente e reuniões de al-Shar’a com grupos de milícias locais.

#### Governança de Idlib

Situação militar antes das ofensivas da oposição no final de 2024. Territórios mantidos por Tahrir al-Sham (branco) e o governo sírio (vermelho).

Sob a administração de al-Shar’a, Idlib experimentou um desenvolvimento significativo, tornando-se a região de crescimento mais rápido da Síria, apesar de ser historicamente sua província mais pobre. A área apresentava novos shoppings de luxo, conjuntos habitacionais e fornecimento de eletricidade 24 horas por dia, superando o de Damasco. As instalações educacionais incluíam uma universidade com 18.000 alunos segregados. No entanto, sua administração enfrentou críticas por suas políticas de tributação, incluindo impostos alfandegários sobre mercadorias da Turquia e taxas de posto de controle sobre mercadorias contrabandeadas, bem como o impacto econômico da depreciação da lira turca, que era a principal moeda na região.
As minorias drusa e cristã na província de Idlib sofreram todos os tipos de abusos, desde conversões forçadas até assassinatos, tomada de reféns, estupro e desapropriação. Desde 2020, a organização islâmica tem sido menos repressiva em relação às minorias religiosas. Algumas igrejas voltaram a ter permissão para realizar missas, mas estão proibidas de tocar sinos ou erguer cruzes em seus edifícios.
Em março de 2024, protestos generalizados eclodiram no distrito de Idlib contra o governo de al-Shar’a, com os manifestantes adotando o slogan "Isqat al-Jolani" ("Abaixo Jolani"), uma reminiscência de protestos anteriores contra o regime de Assad. Por mais de um mês, centenas e às vezes milhares de manifestantes marcharam pelas cidades e vilas de Idlib. Os protestos foram desencadeados por vários fatores, incluindo alegações de brutalidade, com relatos de milhares de críticos detidos em prisões, e queixas econômicas relacionadas a altos impostos.
Em resposta à agitação, al-Shar’a fez várias concessões. Ele libertou centenas de detidos de uma operação de segurança do verão anterior, incluindo seu ex-vice Abu Maria al-Qahtani, que havia sido preso junto com outros 300 em um expurgo de seu movimento. Ele também prometeu eleições locais e maiores oportunidades de emprego para pessoas deslocadas, enquanto alertava os manifestantes contra o que ele chamou de traição.
A Turquia, que anteriormente havia ajudado a estabilizar a província conectando-a à sua rede elétrica e permitindo que materiais de construção entrassem livremente, ficou preocupada com a influência crescente de al-Shar’a. Em resposta, reduziu o comércio por meio de suas travessias de fronteira com Idlib, afetando a receita do HTS. Relatórios indicaram que al-Shar’a havia tentado duas vezes assumir outras áreas administradas pela Turquia no norte da Síria.

#### Ofensiva rebelde renovada (novembro a dezembro de 2024)

Ofensivas da oposição síria que derrubaram o regime de Assad em 11 dias

Em 1º de dezembro de 2024, a revista The Week relatou alegações não confirmadas circulando em veículos de comunicação árabes e mídias sociais de que al-Shar’a havia sido morto em um ataque aéreo russo. Essas alegações foram refutadas quando al-Shar’a visitou a Cidadela de Aleppo em 4 de dezembro de 2024, após sua captura por suas forças no início daquele mês.
Durante a captura de Aleppo, al-Shar’a instruiu suas forças a não "assustar crianças" e os canais HTS transmitiram imagens de cristãos na cidade continuando suas atividades normais. O arcebispo Afram Ma'lui declarou que os serviços não seriam afetados pela mudança de controle. Depois que as forças do regime foram expulsas da cidade, al-Shar’a declarou que "diversidade é uma força". O HTS rapidamente estabeleceu órgãos administrativos para restaurar serviços básicos, incluindo coleta de lixo, eletricidade e água. A Comissão Geral Zakat do grupo começou a distribuir suprimentos de pão de emergência, enquanto sua Organização Geral para Comércio e Processamento de Grãos forneceu combustível para padarias locais. O Ministério do Desenvolvimento e Assuntos Humanitários relatou a entrega de 65.000 pães sob uma campanha chamada "Juntos Retornamos".
Em 6 de dezembro, em uma entrevista cara a cara com a CNN, al-Shar’a declarou que o objetivo da ofensiva era remover Assad do poder. Usando seu nome real, Ahmed al-Sharaa, ele prometeu explicitamente proteger grupos minoritários. De acordo com Dareen Khalifa do International Crisis Group, al-Shar’a considerou dissolver o HTS para fortalecer as estruturas de governança civil e militar. Ele também expressou sua intenção de facilitar o retorno de refugiados sírios para suas casas.
Em 8 de dezembro, o primeiro-ministro sírio Mohammad Ghazi al-Jalali anunciou que o governo sírio entregaria o poder a um novo governo eleito após a saída de al-Assad de Damasco, e al-Shar’a anunciou ainda que al-Jalali "supervisionará as instituições estatais até que sejam entregues". Al-Jalali mais tarde observou à Al Arabiya que al-Shar’a havia mantido contato consigo mesmo antes do anúncio para discutir a entrega.

### Presidente da Síria (2025–presente)

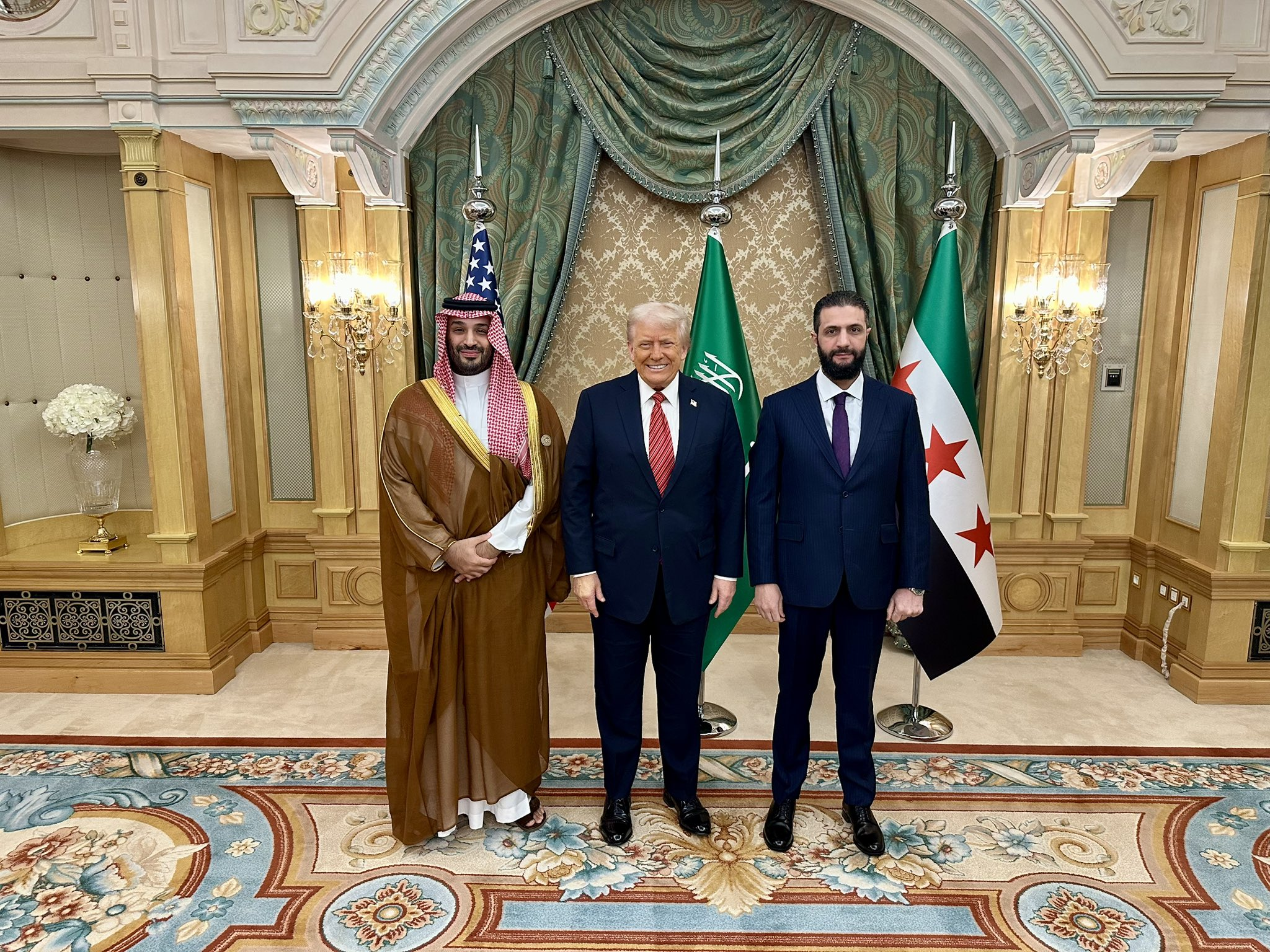
Al-Sharaa com o presidente dos Estados Unidos, Donald Trump, e o príncipe herdeiro saudita Mohammed bin Salman, em Riad, na Arábia Saudita, maio de 2025.

Em 29 de janeiro, al-Sharaa foi formalmente nomeado presidente interino pelo governo de transição. A nomeação foi anunciada por Hassan Abdel Ghani, porta-voz e comandante do Departamento de Operações Militares dos rebeldes, que declarou: "Anunciamos a nomeação de al-Sharaa como chefe de Estado durante o período de transição. Ele assumirá as funções de presidente da República Árabe da Síria e representará o país em fóruns internacionais".
Em seu primeiro discurso como presidente, al-Sharaa afirmou que realizaria uma "conferência de diálogo nacional" e emitiria uma "declaração constitucional" para servir como "referência legal" durante a transição política, após a dissolução da constituição da era Assad. Ele também ordenou a dissolução de todos os grupos armados na Síria, incluindo o exército e o HTS, bem como o Partido Ba'ath.
Al-Sharaa declarou que, como presidente, estabeleceria um conselho legislativo interino para governar até a adoção de uma nova constituição. Ele prometeu realizar uma "conferência de diálogo nacional" e garantir a preservação da "paz civil" e da integridade territorial da Síria.
Após assumir a presidência, al-Sharaa viajou várias vezes ao exterior, visitando Bahrein, Jordânia, Arábia Saudita, Egito, Catar, Turquia e Emirados Árabes Unidos. Ele participou da cúpula de emergência da Liga Árabe e do quarto Fórum de Diplomacia de Antália. Em 14 de maio de 2025, encontrou-se com o presidente dos Estados Unidos, Donald Trump, à margem da reunião do Conselho de Cooperação do Golfo na Arábia Saudita, marcando o primeiro encontro entre chefes de Estado americanos e sírios desde 2000.
Cerca de 10.000 pessoas foram mortas entre a tomada do poder por Ahmed al-Shar'a, em 8 de dezembro de 2024, e o início de agosto de 2025, de acordo com o Observatório Sírio de Direitos Humanos. Entre as vítimas estão cerca de 7.500 civis, incluindo 396 crianças e 541 mulheres. Os massacres mais importantes tiveram como alvo as populações alauítas na costa síria em março de 2025 (1.700 civis foram executados em poucos dias) e os drusos na província de Sueida em julho.

## Documentário
Em 1º de junho de 2021, a PBS Frontline lançou um documentário The Jihadist no qual o passado de al-Shar’a é investigado no contexto da guerra civil síria em andamento. Refletindo sobre sua afiliação anterior com a Al-Qaeda, al-Shar’a comentou na entrevista:

A história da região e o que ela passou nos últimos 20 ou 30 anos precisa ser levado em consideração... Estamos falando de uma região governada por tiranos, por pessoas que governam com punhos de ferro e seus aparatos de segurança. Ao mesmo tempo, esta região é cercada por inúmeros conflitos e guerras... Não podemos pegar um segmento desta história e dizer que fulano se juntou à Al Qaeda. Há milhares de pessoas que se juntaram à Al Qaeda, mas vamos perguntar qual foi a razão por trás dessas pessoas se juntarem à Al Qaeda? Essa é a questão. As políticas dos EUA após a Segunda Guerra Mundial em relação à região são parcialmente responsáveis por levar as pessoas à organização Al Qaeda? E as políticas europeias na região são responsáveis pelas reações das pessoas que simpatizam com a causa palestina ou com a forma como o regime sionista lida com os palestinos?... os povos quebrados e oprimidos que tiveram que suportar o que aconteceu no Iraque, por exemplo, ou no Afeganistão, são responsáveis...?... nosso envolvimento com a Al Qaeda no passado foi uma era, e acabou, e mesmo naquela época em que estávamos com a Al Qaeda, éramos contra ataques externos, e é completamente contra nossas políticas realizar operações externas da Síria para atingir pessoas europeias ou americanas. Isso não fazia parte de nossos cálculos, e não o fizemos de forma alguma.

## Escritos
Em fóruns jihadistas online, há ensaios e artigos atribuídos a al-Shar’a sob o apelido de "Abdullah Bin Muhammad", incluindo A Estratégia da Guerra Regional.